# Lajos Windischgrätz
Prințul Lajos Windischgrätz, uneori Windisch-Graetz sau Windisch-Grätz, (n. 20 octombrie 1882, Cracovia, Austro-Ungaria – d. 3 februarie 1968, Viena, Austria).
Provine dintr-o familie foarte bogată. În anii 1904-1905 a luat parte la Războiul Ruso-Japonez iar în 1912, aflat la Sofia, a luat parte la Primul Război Balcanic.
Între 1916 și 1918 a fost deputat în parlamentul ungar iar din ianuarie 1918 a fost desemnat de regele Carol al IV-lea al Ungariei consilier confident al său. Din 25 ianuarie 1918 până în 25 octombrie 1918 a fost ministrul transportului și, simultan, ministrul apărării, mai târziu ministru de război și. în același timp ultimul ministru de externe al Imperiului Austro-Ungar. După proclamarea Ungariei ca republică de Mihály Károlyi și revoluția Mîja-de-Toamnă a trăit în Elveția.
În 1920 s-a întors acasă în Ungaria și a fost martor la procesul lui Mihály Károlyi în ani 1920-1922  s-a întors la funcția de consilier al regele Carol, mai târziu era condamnat 4 ani la închisoare. În 1932 a primit cetățenia germană. Din 1933 a fost agentul Gestapo a încercat să-l prindă pe Mihály Károlyi în Berlin fără succes.
Mai târziu s-a dus în Austria, unde și-a scris memoriile din Ungaria (începând cu anul 1920);
- Vom roten zum schwarzen Prinzen (Berlin, 1920);
- Mémoires du prince (Paris, 1923);
- My Memoires (Boston, 1921);
- Ein Kaiser kämpft für die Freiheit (Viena–München, 1957);
- Helden und Halunken. Selbsterlebte Weltgeschichte 1899–1964 (Viena–München, 1965).

Strache Gusztáv: intră în vorbă de acuzare, în 20 iunie 1926. a fost vinovat de comitere de infracțiuni (criminalitate) bani falși a falsificat bani și introducerea fascistă în Ungaria (Budapesta 1926). Mihály Károlyi împotriva lumii (München, 1922); sistemul fascist introdus în Ungaria a scris din cercetările sale nobilul Dezső, 1956 Budapesta.
La falsificarea francilor francezi s-a lucrat din 1922 până în 1925 și acțiunea a fost în principal condusă și susținută financiar de prințul Windischgrätz Lajos, ale cărui proprietăți trecuseră la Cehoslovacia, fără să primească vreo despăgubire.